# Lumeras
Lumeras  es una pequeña población perteneciente al municipio de Valle de Ancares, situado en la comarca tradicional de Ancares, provincia de León (Castilla y León, España). 
Lumeras cuenta con 22 habitantes según los datos del INE del 2022. Es el primer pueblo del municipio de Valle de Ancares que se encuentra al atravesar el puerto de Lumeras (que recibe su nombre por el pueblo) al venir desde el municipio vecino de Vega de Espinareda.

## Patrimonio
Lumeras es un pueblo como los demás pueblos ancareses de la zona, cuya arquitectura tradicional se compone de edificios construidos con mampostería y tejados de pizarra. Algunas casas han sufrido modificaciones y obras para acomodar mejor a sus habitantes, y ya no presentan un aspecto tradicional. El punto central del pueblo es la Plaza del Cristo, donde se sitúan la iglesia de Lumeras-de estilo tradicional ancarés-, el bar del pueblo, y la antigua escuela de Lumeras-hoy rehabilitada y usada para fines diversos. Lo más llamativo del pueblo es su fuente, sita en la Plaza del Cristo, flanqueada por dos pilares de agua, que servían antaño como abrevaderos para los animales.
El entorno natural que rodea al pueblo se compone de bosques de castaños. En el puerto de Lumeras, se encuentra el Alto de la Cruz, al que se puede subir y observar las vistas sobre el valle. Desde el pueblo sale una pista de tierra, que atraviesa el monte Mourín que lleva hasta el término municipal vecino de Fabero.

## Polémica política en Lumeras
Lumeras apareció en 2013 en los periódicos regionales debido a la denuncia ante la Subdelegación del Gobierno en León y la Fiscalía de Área de Ponferrada, que hizo el vocal pedáneo de Izquierda Unida Santiago García; en la que se exponía que el alcalde pedáneo del Partido socialista obrero español Gregorio García no presentaba las cuentas y no dejaba acceso a las mismos a los demás vocales.

## Fiestas
Las principales festividades de Lumeras son la de San Tirso a finales de enero y San Pedro a finales de junio.

## Personajes ilustres y célebres
- Domingo López Alonso (1912-2012) empresario, naviero, banquero y político.[5]